# Coupe Gambardella 2002-2003
Navigation
Édition précédente Édition suivante
La coupe Gambardella 2002-2003 est la 49e édition de l'épreuve organisée par la Fédération française de football et ses ligues régionales. La compétition est ouverte aux équipes de football de jeunes dans la catégorie des 18 ans.
Ce sont 2 351 clubs qui participent à cette édition de la coupe Gambardella. La compétition comprend une première phase régionale suivi d'une phase nationale comportant huit tours.
Le vainqueur de l'édition 2001-2002, le FC Nantes est sorti de la coupe Gambardella au stade des 32e de finale. La finale est remportée par le Stade rennais FC face au RC Strasbourg.

## Trente-deuxièmes de finale
Le tirage au sort des 32e de finale de l'épreuve est effectué le 29 janvier 2003 par Dominique Rocheteau. Les matchs se déroulent le week-end des 15 et 16 février 2003 sur le terrain du club premier nommé,,.
| Équipe 1                           | Résultat | Équipe 2                     | T.a.b. |
| ---------------------------------- | -------- | ---------------------------- | ------ |
| Paris SG (1)                       | 2-2      | (2) Le Mans UC 72            | 5-4    |
| US Granville (7)                   | 1-2      | (1) EA Guingamp              |        |
| Jarville JF (5)                    | 0-5      | (1) AJ Auxerre               |        |
| GSI Pontivy (6)                    | 0-2      | (1) Girondins de Bordeaux    |        |
| OC Châteaudun (7)                  | 1-3      | (2) Stade lavallois          |        |
| FC Martigues (3)                   | 1-1      | (2) ASOA Valence             | 4-5    |
| FC Cournon-d'Auvergne (7)          | 1-2      | (2) Grenoble Foot            |        |
| Nice Cavigal (7)                   | 3-2      | (6) AS Minguettes Vénissieux |        |
| US Dunkerque (6)                   | 1-1      | (6) US Chantilly             | 4-3    |
| Stade Villefranche-de-Rouergue (7) | 1-6      | (1) SC Bastia                |        |
| US Camon (7)                       | 0-1      | (1) LOSC Lille Métropole     |        |
| Olympique de Marseille (1)         | 0-3ap    | (1) Montpellier HSC          |        |
| Le Havre AC (1)                    | 3-1ap    | (2) SM Caen                  |        |
| AS Monaco (1)                      | 1-2ap    | (2) Toulouse FC              |        |
| CS Avion (4)                       | 0-1      | (4) Tours FC                 |        |
| Annecy FC (7)                      | 0-1      | (3) AS Cannes                |        |
| Arras Football (7)                 | 1-0      | (1) CS Sedan                 |        |
| OGC Nice (1)                       | 2-2      | (2) FC Istres                | 4-2    |
| AS Beauvais                        | 1-2      | (1) RC Lens                  |        |
| Clermont Foot(2)                   | 0-3 ap   | (1) RC Strasbourg            |        |
| FC Lambersart (7)                  | 0-7      | (2) Amiens SC                |        |
| RC Fontainebleau (7)               | 0-4      | (2) AS Nancy-Lorraine        |        |
| Chamois niortais FC (2)            | 2-1      | (2) LB Châteauroux           |        |
| FC Gueugnon (2)                    | 0-1      | (1) Olympique lyonnais       |        |
| TVEC Les Sables-d'Olonne (7)       | 0-7      | (1) Stade rennais            |        |
| US Maubeuge (7)                    | 0-5      | (5) CS Brétigny              |        |
| SPA Mérignac (5)                   | 0-1      | (2) FC Lorient               |        |
| Saint-Brice FC (7)                 | 2-2      | (6) Vesoul HSF               | 4-2    |
| FC Saint-Lô (6)                    | 3-5      | (4) FC Libourne-Saint-Seurin |        |
| ES Troyes AC (1)                   | 3-3      | (2) AS Saint-Étienne         | 4-5    |
| Limoges FC (4)                     | 2-0      | (1) FC Nantes                |        |
| US Behren Les Forbach (7)          | 2-2      | (1) FC Sochaux               | 1-3    |

## Seizièmes de finale
Les 16e de finale de l'épreuve ont lieu le week-end des 16 et 17 mars 2003 sur le terrain du club premier nommé,,.
| Équipe 1                 | Résultat | Équipe 2              | T.a.b. |
| ------------------------ | -------- | --------------------- | ------ |
| Arras Football           | 0-5      | AS Saint-Étienne      |        |
| Nice Cavigal             | 3-3      | OGC Nice              | 4-3    |
| US Dunkerque             | 2-6      | RC Strasbourg         |        |
| Toulouse FC              | 2-0      | Grenoble Foot         |        |
| FC Sochaux               | 2-0      | AJ Auxerre            |        |
| Tours FC                 | 1-1      | Girondins de Bordeaux | 5-4    |
| RC Lens                  | 0-1      | LOSC Lille Métropole  |        |
| Limoges FC               | 1-1      | FC Lorient            | 5-4    |
| Amiens SC                | 1-1      | AS Nancy-Lorraine     | 5-4    |
| Stade lavallois          | 2-1      | Paris SG              |        |
| FC Libourne-Saint-Seurin | 0-3      | Montpellier HSC       |        |
| CS Brétigny              | 0-2      | Le Havre AC           |        |
| AS Cannes                | 2-2      | ASOA Valence          | 1-4    |
| Saint-Brice FC           | 3-4      | Chamois niortais FC   |        |
| SC Bastia                | 1-1      | Olympique lyonnais    | 4-5    |
| EA Guingamp              | 0-4      | Stade rennais         |        |

## Huitièmes de finale
Le tirage au sort est effectué le 18 mars 2003. Les huitièmes de finale ont lieu les 2, 5 et 6 avril 2003 sur le terrain du club premier nommé,,.
| Équipe 1           | Résultat | Équipe 2             | T.a.b. |
| ------------------ | -------- | -------------------- | ------ |
| Stade lavallois    | 1-1      | LOSC Lille Métropole | 4-2    |
| Stade rennais      | 2-0      | Chamois niortais FC  |        |
| ASOA Valence       | 1-3      | Toulouse FC          |        |
| Nice Cavigal       | 1-3      | Limoges FC           |        |
| Le Havre AC        | 0-0      | RC Strasbourg        | 2-4    |
| Olympique lyonnais | 3-1      | Montpellier HSC      |        |
| Tours FC           | 2-0      | Amiens SC            |        |
| FC Sochaux         | 0-1      | AS Saint-Étienne     |        |

## Quarts de finale
Le tableau des rencontres des quarts de finale et des demi-finales est tiré au sort le 9 avril, les matchs sont joués le mercredi 23 avril,.
| Équipe 1        | Résultat | Équipe 2           | T.a.b. |
| --------------- | -------- | ------------------ | ------ |
| Tours FC        | 0-2      | Stade rennais      |        |
| Stade lavallois | 1-5      | RC Strasbourg      |        |
| Toulouse FC     | 1-2      | AS Saint-Étienne   |        |
| Limoges FC      | 1-3      | Olympique lyonnais |        |

## Demi-finale
Les demi-finales se déroulent le 8 mai au stade Maxime Bossis de Montaigu,.
| Équipe 1      | Résultat | Équipe 2           | T.a.b. |
| ------------- | -------- | ------------------ | ------ |
| RC Strasbourg | 3-1      | AS Saint-Étienne   |        |
| Stade rennais | 3-1      | Olympique lyonnais |        |

## Finale
La finale a lieu au Stade de France le 31 mai 2003 en lever de rideau de la finale de la coupe de France Paris SG-AJ Auxerre. Elle est remportée 4-1 par le Stade rennais devant le Racing Club de Strasbourg.
| Équipe 1         | Résultat | Équipe 2      | T.a.b. |
| ---------------- | -------- | ------------- | ------ |
| Stade rennais FC | 4-1      | RC Strasbourg |        |

Il s'agit de la seconde victoire du Stade rennais dans l'épreuve,.
Feuille de match
| 31 mai 2003 | Stade rennais FC                                                                    | 4-1 | RC Strasbourg       | Stade de France            |                            |
| | Yoann Gourcuff 15e · Stéphane N’Guema 36e · Stéphane N’Guema 40e · Jimmy Briand 42e | (4-1) | Éric Mouloungui 43e | Arbitrage : Emmanuel Esneu | Arbitrage : Emmanuel Esneu |
| | Rapport                                                                             | |                     | Arbitrage : Emmanuel Esneu | Arbitrage : Emmanuel Esneu |
| Florent Chaigneau (cap) – Sébastien Le Toux, Grégory Bourillon, Jacques Faty, Fabien Dugaz - Jonathan Bru, Sylvain Macé (Arthur Sorin 84e ), Arnold Mvuemba, Yoann Gourcuff (Nadir Benchenaa 75e ) - Jimmy Briand, Stéphane N'Guéma (William Stanger 84e ). · Entraîneur : Landry Chauvin. | Équipes                                                                             | Mehdi Sennaoui - Clément Halet, Habib Bellaïd, Pape Habib Sow, Jean-Christophe Vergerolle - Antonio N'Sangu (Yannick Imbs 50e ), Ludovic Sylvestre (Anis Bouziane 84e ), David Ulm (cap), Gaëtan Krebs (Hervé Batomenila 60e ) - Talla N'Diaye, Éric Mouloungui. · Entraîneur : Jacques Canosi. |                     | Arbitrage : Emmanuel Esneu | Arbitrage : Emmanuel Esneu |